# Véronique Müller
Véronique Müller, née le 9 février 1948 à Morat, est une chanteuse suisse.

## Biographie
Avant de commencer sa carrière, elle est secrétaire de Petula Clark. Pendant un séjour en Angleterre, elle devient élève de Freddie Winrose, le coach de Shirley Bassey[réf. nécessaire].
Elle représente la Suisse au Concours Eurovision de la chanson 1972 avec le titre C'est la chanson de mon amour où elle obtient la 8e place.
Depuis 2014, Véronique Müller vit à Morat, dans le canton de Fribourg.